# Seitenwagen-Weltmeisterschaft 2021
Die Seitenwagen-Weltmeisterschaft 2021 war eine von der FIM ausgetragene internationale Weltmeisterschaft für Motorradgespanne. Es wurden sieben Rennen mit insgesamt 15 Läufen ausgetragen. Erlaubt sind Gespanne mit einem Hubraum von bis zu 600 cm³.
Markus Schlosser wurde mit Beifahrer Marcel Fries auf einem LCR-Yamaha-Gespann Seitenwagen-Weltmeister. Sie waren die ersten Weltmeister aus der Schweiz in dieser Klasse seit Rolf Biland und Kurt Waltisperg 1994.

## Punkteverteilung
Weltmeister wird derjenige Fahrer beziehungsweise der Hersteller, der bis zum Saisonende die meisten Punkte in der Weltmeisterschaft angesammelt hat. Bei der Punkteverteilung werden die Platzierungen im Gesamtergebnis des jeweiligen Rennens berücksichtigt. Die fünfzehn erstplatzierten Fahrer jedes Rennens erhalten Punkte nach folgendem Schema:
| Punkteverteilung | Punkteverteilung | Punkteverteilung | Punkteverteilung | Punkteverteilung | Punkteverteilung | Punkteverteilung | Punkteverteilung | Punkteverteilung | Punkteverteilung | Punkteverteilung | Punkteverteilung | Punkteverteilung | Punkteverteilung | Punkteverteilung | Punkteverteilung |
| ---------------- | ---------------- | ---------------- | ---------------- | ---------------- | ---------------- | ---------------- | ---------------- | ---------------- | ---------------- | ---------------- | ---------------- | ---------------- | ---------------- | ---------------- | ---------------- |
| Platz            | 1                | 2                | 3                | 4                | 5                | 6                | 7                | 8                | 9                | 10               | 11               | 12               | 13               | 14               | 15               |
| Punkte           | 25               | 20               | 16               | 13               | 11               | 10               | 9                | 8                | 7                | 6                | 5                | 4                | 3                | 2                | 1                |

In die Wertung kommen alle erzielten Resultate.

## Rennen

### Wissenswertes
- Zunächst war eine zusätzliche Veranstaltung in Brands Hatch geplant, doch diese musste kurz vor der Durchführung aus versicherungstechnischen Gründen abgesagt werden.[1]

### Rennkalender
| Nr.   | Datum               | WM-Lauf                | Strecke                       | Streckenlayout | Läufe      |
| ----- | ------------------- | ---------------------- | ----------------------------- | -------------- | ---------- |
| 1–2   | 11. und 12. Juni    | Frankreich             | Circuit Bugatti               |                | zwei Läufe |
| 3–4   | 26. und 27. Juni    | Ungarn                 | Pannonia-Ring                 |                | zwei Läufe |
| 5–6   | 3. und 4. Juli      | Vereinigtes Königreich | Donington Park                |                | zwei Läufe |
| 7–8   | 24. und 25. Juli    | Niederlande            | TT Circuit Assen              |                | zwei Läufe |
| 9–10  | 21. und 22. August  | Kroatien               | Automotodrom Grobnik          |                | zwei Läufe |
| 11–12 | 2. und 3. Oktober   | Deutschland            | Motorsport Arena Oschersleben |                | zwei Läufe |
| 13–15 | 30. und 31. Oktober | Portugal               | Circuito do Estoril           |                | drei Läufe |

### Rennergebnisse
|   | Datum          | Strecke                       | Pole-Position                   | Lauf | Platz 1                          | Platz 2                          | Platz 3                          | Gesamtführung                   |
| - | -------------- | ----------------------------- | ------------------------------- | ---- | -------------------------------- | -------------------------------- | -------------------------------- | ------------------------------- |
| 1 | 11. und 12.06. | Circuit Bugatti               | Markus Schlosser / Marcel Fries | 1    | Tim Reeves / Kevin Rousseau      | Markus Schlosser / Marcel Fries  | Todd Ellis / Emmanuelle Clement  | Tim Reeves / Kevin Rousseau     |
| 1 | 11. und 12.06. | Circuit Bugatti               | Markus Schlosser / Marcel Fries | 2    | Markus Schlosser / Marcel Fries  | Todd Ellis / Emmanuelle Clement  | Pekka Päivärinta / Ilse de Haas  | Markus Schlosser / Marcel Fries |
| 2 | 26. und 27.06. | Pannonia-Ring                 | Markus Schlosser / Marcel Fries | 1    | Markus Schlosser / Marcel Fries  | Pekka Päivärinta / Ilse de Haas  | Todd Ellis / Emmanuelle Clement  | Markus Schlosser / Marcel Fries |
| 2 | 26. und 27.06. | Pannonia-Ring                 | Markus Schlosser / Marcel Fries | 2    | Markus Schlosser / Marcel Fries  | Todd Ellis / Emmanuelle Clement  | Pekka Päivärinta / Ilse de Haas  | Markus Schlosser / Marcel Fries |
| 3 | 03. und 04.07. | Donington Park                | Todd Ellis / Emmanuelle Clement | 1    | Todd Ellis / Emmanuelle Clement  | Markus Schlosser / Marcel Fries  | Pekka Päivärinta / Ilse de Haas  | Markus Schlosser / Marcel Fries |
| 3 | 03. und 04.07. | Donington Park                | Todd Ellis / Emmanuelle Clement | 2    | Stephen Kershaw / Ryan Charlwood | Tim Reeves / Kevin Rousseau      | Todd Ellis / Emmanuelle Clement  | Markus Schlosser / Marcel Fries |
| 4 | 24. und 25.07. | TT Circuit Assen              | Todd Ellis / Emmanuelle Clement | 1    | Markus Schlosser / Marcel Fries  | Stephen Kershaw / Ryan Charlwood | Tim Reeves / Kevin Rousseau      | Markus Schlosser / Marcel Fries |
| 4 | 24. und 25.07. | TT Circuit Assen              | Todd Ellis / Emmanuelle Clement | 2    | Markus Schlosser / Marcel Fries  | Todd Ellis / Emmanuelle Clement  | Stephen Kershaw / Ryan Charlwood | Markus Schlosser / Marcel Fries |
| 5 | 21. und 22.08. | Automotodrom Grobnik          | Markus Schlosser / Marcel Fries | 1    | Markus Schlosser / Marcel Fries  | Todd Ellis / Emmanuelle Clement  | Stephen Kershaw / Ryan Charlwood | Markus Schlosser / Marcel Fries |
| 5 | 21. und 22.08. | Automotodrom Grobnik          | Markus Schlosser / Marcel Fries | 2    | Tim Reeves / Kevin Rousseau      | Markus Schlosser / Marcel Fries  | Todd Ellis / Emmanuelle Clement  | Markus Schlosser / Marcel Fries |
| 6 | 03. und 04.10. | Motorsport Arena Oschersleben | Markus Schlosser / Marcel Fries | 1    | Markus Schlosser / Marcel Fries  | Todd Ellis / Emmanuelle Clement  | Tim Reeves / Kevin Rousseau      | Markus Schlosser / Marcel Fries |
| 6 | 03. und 04.10. | Motorsport Arena Oschersleben | Markus Schlosser / Marcel Fries | 2    | Markus Schlosser / Marcel Fries  | Tim Reeves / Kevin Rousseau      | Todd Ellis / Emmanuelle Clement  | Markus Schlosser / Marcel Fries |
| 7 | 30. und 31.10. | Estoril                       | Tim Reeves / Kevin Rousseau     | 1    | Ben Birchall / Tom Birchall      | Bennie Streuer / Jeroen Remme    | Todd Ellis / Emmanuelle Clement  | Markus Schlosser / Marcel Fries |
| 7 | 30. und 31.10. | Estoril                       | Tim Reeves / Kevin Rousseau     | 2    | Harry Payne / Mark Wilkes        | Stephen Kershaw / Ryan Charlwood | Markus Schlosser / Marcel Fries  | Markus Schlosser / Marcel Fries |
| 7 | 30. und 31.10. | Estoril                       | Tim Reeves / Kevin Rousseau     | 3    | Tim Reeves / Kevin Rousseau      | Ben Birchall / Tom Birchall      | Markus Schlosser / Marcel Fries  | Markus Schlosser / Marcel Fries |

## Fahrerwertung

### Wissenswertes
- Beim Saisonfinale in Estoril wurden drei Rennen ausgetragen, die letzten beiden wurden zusätzlich mit der doppelten Punktzahl für alle Teilnehmer gewertet.[2]

| Pos. | Fahrer            | Beifahrer                        | Maschine                     | FRA | FRA | HUN | HUN | GBR | GBR | NED | NED | CRO | CRO | DEU | DEU | POR | POR | POR | Punkte |
| Pos. | Fahrer            | Beifahrer                        | Maschine                     | R1  | R2  | R1  | R2  | R1  | R2  | R1  | R2  | R1  | R2  | R1  | R2  | R1  | R2* | R3* |        |
| ---- | ----------------- | -------------------------------- | ---------------------------- | --- | --- | --- | --- | --- | --- | --- | --- | --- | --- | --- | --- | --- | --- | --- | ------ |
| 1    | Markus Schlosser  | Marcel Fries                     | LCR-Yamaha                   | 2   | 1   | 1   | 1   | 2   | DNF | 1   | 1   | 1   | 2   | 1   | 1   | 12  | 3   | 3   | 328    |
| 2    | Todd Ellis        | Emmanuelle Clement               | LCR-Yamaha                   | 3   | 2   | 3   | 2   | 1   | 3   | DNF | 2   | 2   | 3   | 2   | 3   | 3   | 5   | 4   | 269    |
| 3    | Pekka Päivärinta  | Ilse de Haas                     | LCR-Yamaha                   | 4   | 3   | 2   | 3   | 3   | 5   | 8   | 4   | 5   | 5   | 5   | 5   | 4   | 4   | 5   | 218    |
| 4    | Stephen Kershaw   | Ryan Charlwood                   | LCR-Yamaha                   | 5   | 7   | DNF | 5   | DNF | 1   | 2   | 3   | 3   | 4   | 6   | 7   | 8   | 2   | 6   | 212    |
| 5    | Tim Reeves        | Kevin Rousseau                   | Adolf RS-Yamaha              | 1   | 5   | DNF | DSQ | 4   | 2   | 3   | DNF | DNF | 1   | 3   | 2   | DNF | DNF | 1   | 196    |
| 6    | Lukas Wyssen      | Thomas Hofer                     | LCR-Yamaha                   | 6   | 6   | 6   | 6   |     |     | 7   | 8   | 6   | 7   | 10  | 8   | 7   | 6   | 12  | 128    |
| 7    | Bennie Streuer    | Jeroen Remmé                     | Adolf RS-Yamaha              |     |     |     |     |     |     | DSQ | DNF | 4   | 6   | 4   | 4   | 2   | 7   | 7   | 105    |
| 8    | Harrison Payne    | Mark Wilkes                      | LCR-Yamaha / Adolf RS-Yamaha |     |     |     |     | 8   | 8   | 5   | 7   |     |     |     |     | 6   | 1   | DNF | 96     |
| 9    | Ben Birchall      | Tom Birchall                     | LCR-Honda                    |     |     |     |     |     |     |     |     |     |     |     |     | 1   | 9   | 2   | 79     |
| 10   | Robert Biggs      | Jeroen Schmitz                   | LCR-Yamaha                   |     |     |     |     |     |     | 6   | 5   |     |     | 8   | 11  | 9   | 8   | 10  | 78     |
| 11   | Claude Vinet      | Cyril Vinet                      | LCR-Yamaha                   | 9   | 10  |     |     |     |     | DNF | DNF | 8   | 9   | 15  | 13  | 10  | 10  | 11  | 70     |
| 12   | Ted Peugeot       | Vincent Peugeot                  | LCR-Yamaha                   | 7   | 4   |     |     |     |     | 4   | 6   |     |     | 7   | 6   |     |     |     | 64     |
| 13   | Peter Kimeswenger | Kevin Kölsch                     | LCR-Yamaha                   |     |     | 7   | 8   |     |     |     |     | 7   | 8   | 11  | 10  |     |     |     | 46     |
| 14   | Kees Endeveld     | Hendrik Crome                    | LCR-Yamaha                   | 8   | 8   | 5   | 7   |     |     | DNF | 9   |     |     | 12  | DNF |     |     |     | 45     |
| 15   | Janez Remše       | Manfred Wechselberger            | Adolf RS-Yamaha              |     |     | 8   | 9   |     |     |     |     | 9   | 10  | 13  | DNF |     |     |     | 31     |
| 16   | Kevin Cable       | Max Vasseur / Kyle Masters       | LCR-Yamaha                   | DNF | DNF | DNF | 10  | 11  | DNF | 9   | 10  |     |     | 14  | 12  |     |     |     | 30     |
| 17   | Stephane Gadet    | Clotilde Salmon / Valentin Pirat | LCR-Kawasaki                 | 11  | 12  |     |     |     |     |     |     |     |     |     |     | 11  | 11  | 13  | 30     |
| 18   | Craig Currie      | Justin Sharp                     | LCR-Yamaha                   |     |     |     |     |     |     |     |     |     |     |     |     | 5   | DNF | 8   | 27     |
| 19   | Josef Sattler     | Luca Schmidt                     | Adolf RS-Yamaha              |     |     | 4   | 4   |     |     |     |     |     |     |     |     |     |     |     | 26     |
| 20   | Sam Cristie       | Adam Cristie                     | LCR-Yamaha                   |     |     |     |     | 7   | 7   |     |     |     |     |     |     |     |     |     | 20     |
| 21   | Lewis Blackstock  | Patrick Rosney                   | LCR-Yamaha                   |     |     |     |     | 6   | 6   |     |     |     |     |     |     |     |     |     | 20     |
| 22   | Philippe Le Bail  | Serge Leveau                     | LCR-Yamaha                   | 10  | 9   |     |     |     |     |     |     |     |     |     |     | DNF | DNS | 14  | 17     |
| 23   | Scott Lawrie      | Shelley Smithies                 | LCR-Yamaha                   |     |     |     |     |     |     |     |     |     |     | 9   | 9   |     |     |     | 14     |
| 24   | Paul Leglise      | Sebastien Lavorel                | LCR-Yamaha                   |     |     |     |     |     |     |     |     |     |     |     |     | NC  | DNS | 9   | 14     |
| 25   | Thomas Philip     | Tom Bryant                       | LCR-Yamaha                   |     |     |     |     | DNF | 4   |     |     |     |     |     |     |     |     |     | 13     |
| 26   | John Holden       | Jason Pitt                       | Adolf RS-Yamaha              |     |     |     |     | DNF | 9   | DNF |     |     |     |     |     |     |     |     | 13     |
| 27   | Rupert Archer     | Philip Hyde                      | Adolf RS-Yamaha              |     |     |     |     | 10  | 10  |     |     |     |     |     |     |     |     |     | 12     |
| 28   | Philippe Gallerne | Yan Druel                        | LCR-Kawasaki                 | 13  | 11  |     |     |     |     |     |     |     |     | 16  | 14  |     |     |     | 10     |
| 29   | George Holden     | Oscar Lawrence                   | LCR-Suzuki                   |     |     |     |     | 9   | DNF |     |     |     |     |     |     |     |     |     | 7      |
| 30   | Hugo Fretay       | Joaquim Fenoy Casas              | LCR-Yamaha                   | 12  | DNF |     |     |     |     |     |     |     |     |     |     |     |     |     | 4      |
| 31   | Franck Barbier    | Mickael Rigondeau                | LCR-Yamaha                   | DNF | DNS |     |     |     |     |     |     |     |     |     |     |     |     |     | 0      |

| Farbe         | Bedeutung                               |
| ------------- | --------------------------------------- |
| Gold          | Sieger                                  |
| Silber        | 2. Platz                                |
| Bronze        | 3. Platz                                |
| Grün          | Platzierung in den Punkten              |
| Blau          | Klassifiziert außerhalb der Punkteränge |
| Violett       | Rennen nicht beendet (DNF)              |
| Violett       | nicht klassifiziert (NC)                |
| Rot           | nicht qualifiziert (DNQ)                |
| Schwarz       | disqualifiziert (DSQ)                   |
| Weiß          | nicht am Start (DNS)                    |
| Weiß          | zurückgezogen (WD)                      |
| Weiß          | Rennen abgesagt (C)                     |
| ohne Farbe    | nicht am Training teilgenommen (DNP)    |
| ohne Farbe    | verletzt oder krank (INJ)               |
| ohne Farbe    | ausgeschlossen (EX)                     |
| ohne Farbe    | nicht erschienen (DNA)                  |
| fett          | Pole-Position                           |
| kursiv        | Schnellste Rennrunde                    |
| unterstrichen | WM-Führung                              |
| hochgestellt  | Platzierung im Sprintrennen             |